# Basilica di Notre-Dame (L'Épine)
La basilica di Notre-Dame (in francese: basilique Notre-Dame de l'Épine) è una chiesa cattolica di L'Épine, nel dipartimento della Marna. La chiesa è un esempio di stile gotico fiammeggiante.

## Storia
Iniziata intorno al 1405-1406, la costruzione durò fino al 1527. Elevata a basilica dal 1914, Notre-Dame-de-l'Épine prende il nome dalla devozione ad una statua della Vergine che regge il Bambino Gesù. Secondo una leggenda del XVII secolo che da allora si è evoluta, la statua fu trovata dai pastori nel Medioevo in un rovo ardente. La basilica ha le dimensioni di una cattedrale ed è nella tradizione architettonica gotica. La facciata ha tre portali ed è coronata da due guglie. La guglia destra è alta 55 metri. La guglia sinistra venne livellata nel 1798 per consentire l'installazione di un telegrafo di Claude Chappe. Venne ricostruita nel 1868.
La basilica divenne monumento storico nel 1840. Nel 1998 è stata iscritta nella Lista del Patrimonio Mondiale dall'UNESCO con il titolo di "strade per San Giacomo di Compostela in Francia". Notre-Dame de l'Épine ha ispirato scrittori come Victor Hugo, Alexandre Dumas, Joris-Karl Huysmans, Paul Claudel e Paul Fort.